# Újiráz
Újiráz é um município da Hungria, situado no condado de Hajdú-Bihar. Tem 15,47 km² de área e sua população em 2015 foi estimada em 527 habitantes.